# えれっと
えれっと（男性、2月19日 - ）は、日本のイラストレーター、漫画家、同人作家。群馬県出身、埼玉県在住。代表作にライトノベル作品『ネクラ少女は黒魔法で恋をする』挿絵などがある。バーチャルYouTuberとしても活動している。

## 経歴
主に版権作品や企業イベント向けイラストや漫画の書き下ろしを手掛けている。2003年12月ごろから、同人サークル「うつらうららか」名義で同人活動を行っている。同人活動においては、アニメ作品の二次創作を発行することが多い。同人誌では漫画作品の割合が大きく、イラスト集は少ない。そのほかには『涼宮ハルヒの憂鬱』の鶴屋さんをデフォルメしたキャラクター「ちゅるやさん」のイラストを手掛け、ファンから好評を博している。自身のサイトで公開した漫画に書き下ろし作品を追加した同人誌として、『にょろーん☆ちゅるやさん』を発行している。他にも、東方ProjectシリーズやARIAを素材にした「わはー」シリーズをリリースしている。
『月刊少年エース』および『月刊コンプエース』（共に角川書店）2008年10月号では『にょろーん ちゅるやさん』のアニメ化が発表され、2009年2月14日からはショートアニメとして、YouTube内の角川チャンネルにて配信された。2015年夏には東京ビッグサイト限定販売のスポーツドリンク「今日も聖地でがんばるぞい！」のパッケージを担当した。
同業のなつめえりとゲーム実況で活動するsyoutaとコミュニティ「ひつまぶしのひまつぶし」を結成しており、時折全員でゲーム実況や雑談を繰り広げることもある。

## 人物
イラストを描くことや睡眠、カラオケが好きで、人ごみが苦手。特にイラストでは髪の毛や瞳、フリルといったパーツについて試行錯誤しながら描くことに努めていると、2013年発行の雑誌『電撃萌王』における特集記事で語っている。

## 作品リスト
- 翔んでもメイカー イバンディ・パニック（コミックメガミマガジン→コミックキラリティー）
- ネクラ少女は黒魔法で恋をする（挿絵、カバーイラスト、MF文庫J、著者：熊谷雅人）
- ぶーぶーかがぶー（月刊コンプエース2008年7月号〜2009年12月号、原作：美水かがみ）
- にょろーん ちゅるやさん（月刊コンプエース2008年11月号〜2009年10月号、原作：谷川流、キャラクター原案：いとうのいぢ）
- ゆめみどころ（月刊コミックブレイド2010年6月号　読切掲載、初のオリジナル作品)
- 瑠璃色にボケた日常（挿絵、カバーイラスト、MF文庫J、著者：伊達康）
- 始まらない終末戦争と終わってる私らの青春活劇（挿絵、カバーイラスト、ダッシュエックス文庫、著者：王雀孫）
- ぼくたちのリメイク（挿絵、カバーイラスト、MF文庫J、著者：木緒なち）

### アンソロジー
- らき☆すたコミックアラカルト 〜はっぴーストライク!〜（角川書店、2007年 ISBN 978-4-04-854126-8）
  - 柊つかさをちゅるやさん風にした4コマ『ちゅかさどんだけす』が掲載されている（初出は『月刊コンプエース』2007年9月号の付録『ら・ら・ら らき☆すたファンブック』）。
- 『けいおん!』アンソロジーコミック みんなでうん☆たん（芳文社、まんがタイムきらら2009年9月号付録）
- のんのんびより4コマアンソロジーコミック（KADOKAWA/メディアファクトリー、2015年 ISBN 978-4-04-067555-8）
- やはり俺の青春ラブコメはまちがっているアンソロジー4オールスターズ挿絵(2020年4月22日初版発行)

### アニメエンドカード
- かなめも（第10話エンドカード）[7]
- C3 -シーキューブ-（第3話エンドカード）[8]
- 輪廻のラグランジェ（第4話エンドカード）[8]
- 僕は友達が少ないNEXT（第2話エンドカード）[9]
- 世話やきキツネの仙狐さん（第11話エンドカード）[10]

### その他
- とある科学の超電磁砲4巻巻末イラスト
- とある科学の超電磁砲5巻特装版付録『偽典・超電磁砲』表紙イラスト・漫画
- 『カントクイラストレーションズ -神曲奏界ポリフォニカ エイフォニック・ソングバード-』ゲストイラスト[11]
- コミックマーケット88オリジナルドリンク（サーフビバレッジ） - イラスト
- 温泉むすめ（城崎亜莉咲） - キャラクター原案